# 폭스바겐 타로
폭스바겐 타로(영어: Volkswagen Taro)는 독일 하노버 공장에서 생산한 소형 픽업 트럭이다.

## 1세대(80/90/100/110)
1988년 12월에 첫 공개가 되었고, 1989년 2월 1일부터 판매가 시작되었다. 1997년 3월 1일에 후속 차종 없이 단종되었다.